# Ideoblothrus nesotymbus
Espèce
Ideoblothrus nesotymbus est une espèce de pseudoscorpions de la famille des Syarinidae.

## Distribution
Cette espèce est endémique du Pilbara en Australie-Occidentale. Elle se rencontre sur l'île de Barrow.

## Description
Le mâle holotype mesure 1,35 mm et la femelle paratype 1,79 mm.

## Publication originale
- Harvey & Edward, 2007 : A review of the pseudoscorpion genus Ideoblothrus (Pseudoscorpiones, Syarinidae) from western and northern Australia. Journal of Natural History, vol. 41, no 5/8, p. 445-472.